# Arnold Czempin
Arnold Czempin, auch Arnold Chempin bzw. Arnold Cohn Chempin (geboren 8. Mai 1887 in Berlin als Arnold Cohn; gestorben 12. November 1974 in New York, USA), war ein deutscher Schauspieler der Stummfilmzeit und Doktor der Philosophie.

## Leben
Geboren als Sohn des Buchhalters David Cohn (1855–1910) und dessen Ehefrau Clara Helene Cohn geb. Czempin, begann er seine Studien 1906 in München und wechselte nach Berlin. Ab 1908 studierte er dann in Wien Kunstgeschichte und Klassische Archäologie. Dort promovierte er 1911. Sein Dissertationsthema war „Quirin Mark und sein Werk“ (Wiener Kupferstecher, 1753–1811). Czempin war zudem Vorsitzender des Bezirksverbands Berlin der Genossenschaft Deutscher Bühnen-Angehöriger.
Mit Marie Borchardt gründete er den Schutzverband der Bühnenangehörigen.
Seit seinem Debüt in einer Wiener Produktion von 1912 wirkte er bis 1923 in über zwanzig Stummfilmen als Schauspieler mit. Während dieser Zeit war er mit dem kommunistischen Autor und Regisseur Gustav von Wangenheim befreundet und Mitglied dessen Schauspieltruppe. Ab etwa 1930 war er Mitarbeiter des kommunistischen „Roten Block“ Berlin.
Aus politischen Gründen wanderte er später nach Tel Aviv aus, dort wurde er Mitinhaber des großen Lampengeschäftes „Goldschmidt und Schwabe“. Er gehörte in Tel Aviv zu einem Kreis deutschsprachiger Emigranten mit Luis Fürnberg, Ernst Loewy, Joachim Chaim Schwarz, Wolfgang Yourgrau und Arnold Zweig. Czempin finanzierte teilweise die Zeitschrift „Orient“. In Tel Aviv war er als „glänzender Rezitator“ bekannt, der auch Bertolt Brechts Gedichte „mit Feuer und Begeisterung“ vortrug.
Nach 1945 emigrierte er erneut, diesmal in die USA.

## Filmografie
- 1912: Der Unbekannte
- 1916: Ramara
- 1916: Das unheimliche Haus
- 1916: Freitag, der 13. Das unheimliche Haus, 2. Teil
- 1917: Das Lied der Liebe
- 1917: Der Fall Routt…!
- 1917: Unsichtbare Hände. Der Fall Melvil
- 1918: Ferdinand Lassalle – Des Volkstribunen Glück und Ende
- 1918: Die Frauen des Josias Graffenreuth
- 1919: Lilli
- 1919: Lillis Ehe
- 1919: Das Geheimnis der Irren
- 1919: Die Morphinistin
- 1919: Totentanz
- 1919: Heddas Rache
- 1919: Margot de Plaisance
- 1919: Du meine Himmelskönigin
- 1919: Er selbst sein Gott
- 1919: Die siebente Großmacht
- 1919: Die Erbin
- 1919: Die Rache des Bastards
- 1919: Das Recht der freien Liebe
- 1920: Der Unerkannte
- 1920: Seine drei Frauen
- 1920: Gräfin Walewska
- 1921: Die Abenteuer der schönen Dorette
- 1921: Der tote Gast
- 1923: Der große Sensationsprozeß